# 库尔塞勒勒孔特
库尔塞勒勒孔特（法語：Courcelles-le-Comte，法語發音：[kuʁsɛl lə kɔ̃t]）是法国上法蘭西大區加来海峡省的一个市镇，属于阿拉斯区。

## 地理
库尔塞勒勒孔特（50°9'45"N, 2°46'29"E）面积7.94 平方千米，位于法国上法蘭西大區加来海峡省，该省份为法国北部沿海省份，西北濒北海，南至索姆省，东临北部省。
与库尔塞勒勒孔特接壤的市镇（或旧市镇、城区）包括：穆瓦耶讷维尔、阿布兰兹韦勒、大阿谢、小阿谢、埃尔维莱尔、戈米耶库尔、阿姆兰库尔。

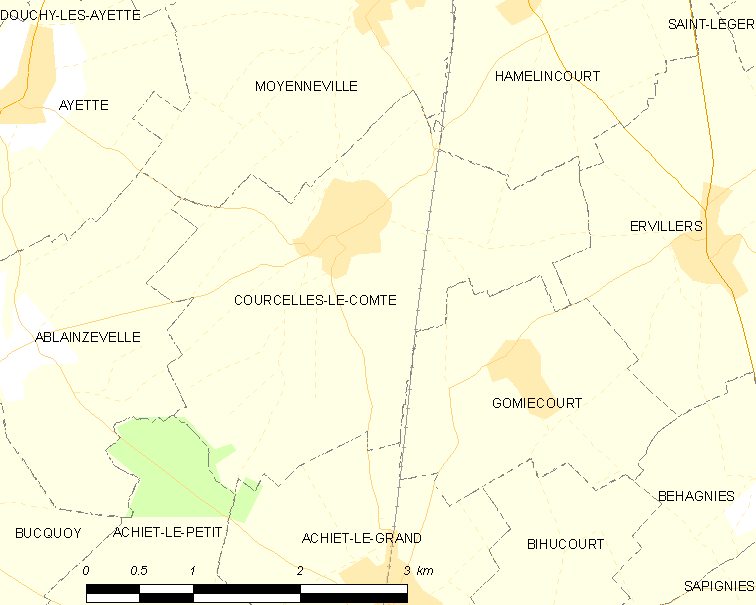
库尔塞勒勒孔特的OSM定位图

库尔塞勒勒孔特的时区为UTC+01:00、UTC+02:00（夏令时）。

## 行政
库尔塞勒勒孔特的邮政编码为62121，INSEE市镇编码为62248。

## 政治
库尔塞勒勒孔特所属的省级选区为巴波姆县。

## 人口

1962-2008年间库尔塞勒勒孔特人口变化图示

库尔塞勒勒孔特于2022年1月1日时的人口数量为479人。